# 小行星10642
小行星10642（10642 Charmaine）是一颗绕太阳运转的小行星，为主小行星带小行星。该小行星于1999年1月19日发现。

## 轨道参数
小行星10642的轨道半长轴为3.0732405 UA，离心率为0.077。